# Jason Beghe
Jason Beghe   (Nova York, 12 de març de 1960) és un actor de cinema i televisió nord-americà.
Divorciat d'Angie Janu, amb qui ha estat casat quasi vint anys, de 2000 a 2019, encara que la parella va demanar el divorci el 2017. Renen dos fills. Té una veu especial degut a un accident de tràfic el 1999 després del qual el van intubar malmetre les seves cordes vocals.
Estudià a l'institut Collegiate School de Manhattan, on es va fer amic íntim de J. F. Kennedy i de David Duchovny, al que temps després instà a començar una carrera com a actor. Després d'estudiar a Califòrnia, va treballar com a model a Europa i fou la imatge de la casa de moda Armani durant anys, fins que va fer el salt a la interpretació, primer al cinema el 1985 amb un petit paper a Compromising Positions, després a la televisió el 1986, amb la mini-sèrie Dress Gray.
Des del 2014 ha protagonitzat la sèrie de televisió Chicago P.D. on té el paper del comissari Hank Voight, cap del departament d'informació de la polícia de Chicago. Per suposat, el reconeixement li arribà amb el paper de Hank Voight, però abans fou Tom Yinessa a 1st and Ten, Sean McGrail a To Have & to Hold o Richard Bates a Californication.
Beghe va protagonitzar la pel·lícula de George A. Romero, de 1988, Monkey Shines. Hi interpreta un quadriplegic en una actuació que va ser positivament rebuda. Va aparèixer com a oficial de policia a la pel·lícula Thelma & Louise i va interpretar l'interès amorós de Demi Moore per G.I. Jane. Beghe va ser coprotagonista amb Moira Kelly a la sèrie de televisió To Have & to Hold, i va tenir papers recurrents a Picket Fences, Melrose Place, on va interpretar Jeffrey Linley en deu episodis del 1994, Chicago Hope, American Dreams i Cane.
Beghe és un antic membre de l'organització Cienciologia. Hi va entrar el 1994 i aviat va pujar en la jerarquia fins a esdevenir «Operating Thetan Level V». El 2005 va participar en una pel·lícula de propaganda. Vers la fi de 2007 va abandonar el que considera com una secta. En una intervista amb The Village Voice va explicar com hi va deixar gairebè un milió de dòlars en donacions. Ha criticat dura i públicament la Cienciologia des de la seva marxa. Diu que la Scientology ho promet tot amb el pretext d'eliminar la neurosis, la psicosis i la falsedat. Crea una versió robòtica, amb un rentat de cervell, d'un mateix.